# Formica perpilosa
Formica perpilosa é uma espécie de formiga do gênero Formica, pertencente à subfamília Formicinae.